# Dây Lức
Dây lức (danh pháp khoa học: Phyla nodiflora) là một loài thực vật có hoa trong họ Cỏ roi ngựa. Loài này được (L.) Greene miêu tả khoa học đầu tiên năm 1899.